# Armata Ligii Arabe
Liga Arabă în sine nu are o armată proprie, precum Organizația Națiunilor Unite ori Uniunea Europeană, dar, în urma summit-ului din 2007, liderii statelor membre au decis reluarea politicii de apărare colectivă a organizației și crearea unei forțe de menținere a păcii menită să fie dislocate în zone tensionate, precum Libanul de Sud, Republicile Irak, Sudanul de Sud și Republica Federală Democratică a Etiopiei.